# Gobseck
Gobseck é um romance de Honoré de Balzac publicado em 1830. Faz parte das Cenas da vida privada da Comédia Humana.
Publicado em esboço em La Mode a partir de março de 1830 sob o título de L'Usurier (O usurário), depois em agosto do mesmo ano no jornal Le Voleur; o texto aparece em volume ainda em 1830 por Mame-Delaunay com um novo título: Les dangers de l'inconduite (Os perigos da má conduta), que se tornaria em 1835 Papa Gobseck nas edições de Madame Charles-Béchet. O título definitivo, Gobseck, aparece em 1842 na edição Furne da Comédia.

## Enredo
A cena começa no salão de Madame de Grandlieu, numa conversação com um amigo da família, o advogado Derville. O advogado percebe durante a conversa de Mme de Grandlieu com sua filha Camille (Camila na edição brasileira organizada por Paulo Rónai) que esta está apaixonada pelo jovem Ernest de Restaud, filho de Anastasie de Restaud, nascida Goriot. Mme de Grandlieu desaprova esse amor: a mãe de Ernest é esbanjadora e está envolvida em um relacionamento ilegítimo com Maxime de Trailles, pelo qual ela dilapida sua fortuna. Derville intervém em favor de Camille: ele demonstra que Ernest receberá, em breve, a totalidade da herança familiar. Esta narrativa, que constitui um mise en abîme de um tipo humano do mundo balzaquiano, lança luz sobre os personagens Jean-Esther van Gobseck (João Ester Van Gobseck), usurário, "filho de uma judia e de um holandês", e de mestre Derville, advogado em começo de carreira. Estes dois personagens, que têm um papel essencial neste romance, reaparecem no conjunto de obras da Comédia Humana, seja em forma de evocação (Gobseck), seja em pessoa (Derville, que se encontra em O Coronel Chabert, Esplendores e Misérias das Cortesãs e em numerosos outros volume da Comédia. Ele faz parte das "pessoas bem vestidas" da Comédia que são honestas).
A organização desta obra é enganosa: se a trama da história é, de fato, o casamento de Camila, Balzac se concentra, antes de tudo, em representar, com verdadeira "paixão visionária" (Baudelaire, L'Art poétique), a vida de um tipo menosprezado: o do usurário. Através de tal personagem, Balzac faz crítica à avareza, como se vê ao fim do romance, com sua pilha de objetos e produtos estocados por toda parte. "No quarto contíguo ao em que Gobseck expirou havia pâtés apodrecidos, uma grande quantidade de mantimentos de toda espécie, e até mariscos, peixes embolorecidos e cuja fetidez quase me asfixiou. Por toda parte vermes e insetos. [...] Ao abrir um livro que parecia ter sido deslocado, encontrei notas de mil francos."
Mas não é apenas a avareza que Balzac critica aqui, é o conjunto da sociedade que ele tem em vista. Estamos durante a Restauração francesa (a história decorre no inverno de 1829 a 1830), e os nobres voltaram ao seu lugar, invejados por todos. Infelizmente, a nobreza não se adquire com facilidade. Ao menos, crê-se, sobre isso reina o dinheiro, e com ele o casamento de conveniência entre a nobreza arruinada e a rica burguesia. Tudo se compra no mundo. "Meu olhar é como o olhar de Deus, atravessa os corações. Nada me pode ser ocultado. Nada se recusa a quem abre e fecha os cordões da bolsa." É esta submissão ao dinheiro que Balzac realça antes de tudo, pondo em cena a viscondessa de Grandlieu, que invoca o pretexto dos preconceitos da nobreza (Ernest é o filho de uma plebeia indigna que arruína sua família) para recusar o casamento de sua filha com Ernest de Restaud, ainda que sua própria família esteja sem dinheiro.
Segundo Paulo Rónai, "Gobseck é o avarento desenvolvido pela sociedade capitalista, e suas confidências a Derville constituem uma exaltação clarividente e audaciosa do poder que o dinheiro confere a seu possuidor. Somente Balzac, em luta permanente e encarniçada com o Grão-Senhor de Cabeça de Porco  [...] podia conceber essa figura temível, símbolo das forças que por trás dos bastidores movimentam a vida da sociedade, ditam as leis e os dramas, decidem dos destinos e das paixões."

## Adaptação à tela
- 1936 : Gobseck, filme soviético dirigido por Konstantin Eggert;
- 1987 : Gobseck, remake do anterior, dirigido por Alexandre Orlov.